# Canada Aviation and Space Museum
Das Canada Aviation and Space Museum (französisch Musée de l’aviation et de l’espace du Canada) ist das nationale Luftfahrtmuseum Kanadas in Ottawa am Flugplatz Ottawa-Rockcliffe. Es ist Kanadas bedeutendstes Museum für Luft- und Raumfahrt und beherbergt eine der umfangreichsten Luftfahrtsammlungen der Welt. Es liegt auf einem ehemaligen Militärflughafen, nur fünf Kilometer von der Residenz des Premierministers entfernt. Die Ausstellung beleuchtet die Geschichte der kanadischen Luftfahrt im internationalen Kontext und umfasst über 130 Flugzeuge sowie eine Vielzahl an Artefakten wie Motoren und Propeller aus ziviler und militärischer Nutzung.

## Organisation
Das Museum gehört, zusammen mit dem Canada Agriculture and Food Museum und dem Canada Science and Technology Museum, zur Crown Corporation Ingenium. Es ist Mitglied der Canadian Museums Association, dem Canadian Heritage Information Network und dem Virtual Museum of Canada. Das Museum sollte nicht mit dem Canadian Air and Space Museum (dem ehemaligen Toronto Aerospace Museum) am Flughafen Toronto/Downsview verwechselt werden.

## Geschichte
Das Museum wurde 1960 als „National Aviation Museum“ am Uplands Airport gegründet. Ursprünglich konzentrierte sich die Sammlung auf die Buschfliegerei und die frühen Flugzeughersteller in Kanada. Im Jahr 1964 wurde die Sammlung mit Militärflugzeugen des Canadian War Museum und der Royal Canadian Air Force (RCAF) zusammengeführt und zum historischen Rockcliffe Airport verlegt. Die heutige Hauptausstellungshalle wurde 1988 eröffnet. Im Jahr 2000 wurde das Museum in „Canada Aviation Museum“ umbenannt, bevor es 2010 seinen jetzigen Namen erhielt, um die Integration der Raumfahrttechnologie widerzuspiegeln.

## Sammlung
Die Sammlung reicht von frühen Fluggeräten wie dem „Silver Dart“, dem ersten motorisierten Flugzeug Kanadas, bis hin zu modernen Exponaten wie dem Canadarm, einem Roboterarm, der auf der Raumfähre „Endeavour“ zum Einsatz kam. Weitere Highlights sind der Lancaster-Bomber aus dem Zweiten Weltkrieg und die Überreste des legendären, aber umstrittenen Jagdflugzeugs Avro Arrow. Das Museum widmet sich nicht nur der Darstellung der technischen Entwicklung der Luftfahrt, sondern auch ihrer gesellschaftlichen und wirtschaftlichen Bedeutung. Thematische Ausstellungen wie „Canada in Space“ und „Life in Orbit“ geben Einblicke in die Raumfahrt und ihren Einfluss auf das Leben in Kanada.
| Bild | Hersteller/Muster                      | Baujahr                           | Kennzeichen                 | Bemerkung |
| ---- | -------------------------------------- | --------------------------------- | --------------------------- | --- |
|      | AEA Silver Dart                        | 1958                              |                             | Nachbau des ersten Flugzeugs, mit dem ein kontrollierter Motorflug in Kanada erfolgte. |
|      | AEG G.IV                               | 1918                              |                             | Das einzige noch existierende mehrmotorige deutsche Militärflugzeug aus dem Ersten Weltkrieg. |
|      | Avro 504K                              | 1918                              | G-CYCK G-CYFG               | Die Avro 504 war in den 1920er Jahren das Standardtrainingsflugzeug der kanadischen Luftstreitkräfte. |
|      | Avro 683 Lancaster X                   | 1945                              | KB 944 (RAF)                | Gebaut in Kanada und von der RCAF geflogen. |
|      | Avro Anson V                           | 1945                              | 12518 (RCAF)                | Gebaut in Kanada. |
|      | Avro Avian IVM                         | 1930                              | CF-CDQ                      | In einer Maschine dieses Typs fand 1928 „the race against death“ statt, ein Transportflug von Medikamenten von Edmonton nach Fort Vermilion zur Behandlung von Diphtherie.                                                                                   |
|      | Avro Canada C-102 Jetliner             | 1949                              | CF-EJD-X                    | Einzelstück, entworfen und gebaut in Kanada. |
|      | Avro Canada CF-100 Mk.5D               | 1958                              | 100757 (RCAF) 100785 (RCAF) | Entworfen und gebaut in Kanada. |
|      | Avro Canada CF-105 Arrow 2             | 1959                              | 25206 (RCAF)                | Entworfen und gebaut in Kanada. |
|      | Bell CH-135 Twin-Huey                  | 1971                              | 135114 (RCAF)               | Ein von den kanadischen Luftstreitkräften geflogener Hubschrauber mit zwei Wellenturbinen der Firma Pratt & Whitney Canada. |
|      | Blériot XI                             | 1911                              |                             | |
|      | Boeing Vertol CH-113 Labrador          | 1963                              | 113301 (RCAF)               | |
|      | Borel-Morane Monoplane                 | 1911/1912                         |                             | |
|      | Bristol Beaufighter T.F.X              | 1945                              | RD867 (RAF)                 | Erworben im Tausch mit dem Royal Air Force Museum. |
|      | Bristol Bolingbroke IVT                | unbekannt                         | 9892 (RCAF)                 | Gebaut in Kanada. |
|      | Bristol F.2B Fighter                   | 1918                              | D-7889                      | Eine von nur noch drei Originalmaschinen weltweit. |
|      | Buzzman Buccaneer SX                   | 1992                              |                             | Ultraleicht-Flugboot, gebaut in Kanada. |
|      | Canadair C-54GM North Star 1 ST        | 1948                              | 17515 (RCAF)                | Gebaut in Kanada |
|      | Canadair CF-116 (CF-5A)                | 1970                              | 116763 (CF)                 | Lizenzbau der Northrop F-5, gebaut in Kanada. |
|      | Canadair CL-84-1 Dynavert              | 1969                              | CX8402 (CAF)                | Experimentalflugzeug, entworfen und gebaut in Kanada. |
|      | Canadair CP-107 Argus 2                | 1960                              | 10742 (CAF)                 | Entworfen und gebaut in Kanada. |
|      | Canadair CT-114 Tutor                  | 1963                              | 114108 (CF)                 | Entworfen und gebaut in Kanada. Der Typ wird in Kanada nicht nur in der fliegerischen Ausbildung verwendet, sondern auch von der Kunstflugstaffel Snowbirds.                                                                                                 |
|      | Canadair Sabre 6                       | 1955 1956                         | 23455 (RCAF) 23651 (RCAF)   | Gebaut in Kanada, 23651 gehörte zur kanadischen Kunstflugstaffel Golden Hawks. |
|      | Canadair T-33AN Silver Star 3          | 1957                              | 21574 (RCAF)                | Gebaut in Kanada. |
|      | Cessna Crane                           | 1941                              | 8676 (RCAF)                 | Über 600 Maschinen dieses Typs wurden für die kanadischen Luftstreitkräfte beschafft. |
|      | Consolidated Liberator GR VIII         | 1945                              | 11130 (RCAF)                | |
|      | Consolidated PBY-5A Canso A            | 1944                              | 11087 (RCAF)                | Ein als Catalina bekannter Typ von Flugbooten, gebaut in Kanada. |
|      | Curtiss HS-2L La Vigilance             | 1918                              | G-CAAC                      | Flugboot aus dem Ersten Weltkrieg. |
|      | Curtiss JN-4 Canuck                    | 1918                              | C227 (RFC)                  | Mit einem Flugzeug dieses Typs wurden erstmals die kanadischen Rockie Mountains überflogen sowie weitere Erstleistungen erbracht. Gebaut in Kanada. |
|      | Curtiss Kittyhawk I                    | 1942                              | 1076 (RCAF)                 | Diese Maschine wurde ursprünglich für die RAF gebaut, jedoch dann von der Royal Canadian Air Force übernommen. |
|      | de Havilland Canada DHC-1B2 Chipmunk 2 | 1956                              | 12070 (RCAF)                | Entworfen und gebaut in Kanada. |
|      | de Havilland Canada DHC-2 Beaver       | 1947                              | CF-FHB                      | STOL-Flugzeug, entworfen und gebaut in Kanada. |
|      | de Havilland Canada DHC-3 Otter        | 1960                              | 9408 (RCAF)                 | STOL-Flugzeug, entworfen und gebaut in Kanada. |
|      | de Havilland Canada DHC-6 Twin Otter   | 1964                              | CF-DHC-X                    | Mit einem Luftfahrzeug dieses Typs, entworfen und gebaut in Kanada, sowie mit einer kanadischen Crew wurde mit einer Rettungsmission in der Arktis Luftfahrtgeschichte geschrieben.                                                                          |
|      | de Havilland Canada DHC-7 Dash 7       | 1975                              | C-GNBX                      | Entworfen und gebaut in Kanada. |
|      | de Havilland DH. 60X Moth              | 1928                              | G-CAUA                      | In den 1930er Jahren das Standardausbildungsflugzeug der kanadischen Luftwaffe. |
|      | de Havilland DH. 80A Puss Moth         | 1931                              | CF-PEI                      | |
|      | de Havilland DH.82C2 Menasco Moth      | 1941                              | 4861 (RCAF)                 | Gebaut in Kanada. |
|      | de Havilland DH.82C Tiger Moth         | 1941                              | CF-FGL                      | Gebaut in Kanada. |
|      | de Havilland DH.83C Fox Moth           | 1947                              | CF-DJB                      | Gebaut zwischen der Ära der Buschpiloten und den Anfängen der Passagierluftfahrt in Kanada. |
|      | de Havilland DH.98 Mosquito B XX       | 1941                              | KB 336 (RAF)                | Gebaut in Kanada |
|      | de Havilland DH.100 Vampire I          | 1945                              | TG372 (RAF)                 | |
|      | de Havilland DH.100 Vampire 3          | 1948                              | 17074 (RCAF)                | |
|      | Douglas DC-3                           | 1942                              | C-FTDJ                      | |
|      | Fairchild 82A                          | 1937                              | CF-AXL                      | |
|      | Fairchild PT-26B Cornell III           | 1942                              | 10738 (RCAF)                | |
|      | Fairey Battle IT                       | 1940                              | R7384 (RAF)                 | Trainerversion eines leichten Bombers. |
|      | Fairey Firefly FR.1                    | 1945                              | DK 545                      | |
|      | Fairey Swordfish II                    | unbekannt, zwischen 1936 und 1944 | NS122 (RCN)                 | |
|      | Fleet 50K Freighter                    | 1939                              | CF-BXP                      | |
|      | Fleet 80 Canuck                        | 1946                              | CF-EBE                      | |
|      | Fokker D.VII                           | 1918                              | 10347/18                    | |
|      | Grumman CP-121 Tracker                 | 1960                              | 12187 (CAF)                 | Das einzige in Kanada gebaute Luftfahrzeug, welches für die Royal Canadian Navy beschafft wurde. |
|      | Hawker Hind                            | 1937                              | L7180 (RAF)                 | |
|      | Hawker Hurricane XII                   | 1942                              | 5584 (RCAF)                 | Das Luftfahrzeug war das erste in Kanada produzierte, dessen Herstellung von einem weiblichen Ingenieur (Elsie MacGill) überwacht wurde. |
|      | Hawker Sea Fury FB.11                  | 1948                              | TG 119 (RCN)                | Das letzte kolbenmotorgetriebene Jagdflugzeug, welches für die Royal Canadian Navy beschafft wurde. |
|      | Hawker Siddeley AV-8A Harrier          | 1973                              | 158966 (U.S. Navy)          | |
|      | Heinkel He 162A-1                      | 1945                              | 120086 (Luftwaffe)          | Volksjäger (120086) |
|      | Junkers J.I                            | 1918                              | 586/18                      | Das erste Ganzmetallflugzeug der Welt. |
|      | Junkers W 34f/fi                       | 1931                              | CF-ATF                      | |
|      | Lockheed F-104A Starfighter            | 1957                              | 12700 (RCAF)                | Die Maschine wurde von den kanadischen Luftstreitkräften hauptsächlich in Europa eingesetzt. |
|      | Lockheed L-10A Electra                 | 1937                              | CF-TCA                      | Die Maschine wurde als erster “moderner” Airliner in Kanada eingesetzt. |
|      | Lockheed L-1329 Jetstar 6              | 1961                              | C-FDTX                      | |
|      | Maurice Farman S.11 Shorthorn          | 1915–1916                         | VH-UBC (Australia)          | |
|      | McDonnell CF-101B Voodoo               | 1959                              | 101025 (CAF)                | |
|      | McDonnell Douglas CF-188B (CF-18B)     | 1982                              | 188901                      | Kanadische Version der F/A-18 Hornet. Eingeführt in den kanadischen Luftstreitkräften als CF-188, jedoch umgangssprachlich als CF-18 bezeichnet. |
|      | McDonnell Douglas DC-9-32              | 1968                              | CF-TLL                      | Das am längsten bei Air Canada betriebene Luftfahrzeug (1966–2002). |
|      | McDonnell F2H-3 Banshee                | 1953                              | 126464 (RCN)                | Der einzige für die Royal Canadian Navy beschaffte strahltriebwerkgetriebe Jäger. Eingesetzt u. a. auf dem kanadischen Flugzeugträger Bonaventure. |
|      | McDowall Monoplane                     | 1915                              | ohne                        | Entworfen und gebaut in Kanada. |
|      | Messerschmitt Bf 109 F-4               | 1942                              | 10132 (Luftwaffe)           | |
|      | Messerschmitt Me 163 B-1a Komet        | 1945                              | 191914 (Luftwaffe)          | 1945 beim JG 400 in Husum erbeutet. Eine zweite Me 163 (191095) kam nach der Restaurierung, bei der massive Sabotage während der Herstellung durch Zwangsarbeiter dokumentiert wurde, zur Ausstellung in das National Museum of the United States Air Force. |
|      | Nieuport 17                            | 1961                              | B1566 (RFC)                 | Replika der im Ersten Weltkrieg u. a. von den kanadischen Fliegerassen Billy Bishop und Arthur Roy Brown geflogenen Maschinen. |
|      | Noorduyn Norseman VI                   | 1943                              | 787 (RCAF)                  | Entworfen und gebaut in Kanada. Das erste kanadische Flugzeug, welches auch bei der US Air Force eingesetzt wurde. |
|      | North American Harvard 4               | 1952                              | 20387 (RCAF)                | Gebaut in Kanada und in der Zeit von 1940 bis 1955 das Ausbildungsflugzeug u. a. der kanadischen Luftstreitkräfte. |
|      | North American P-51D Mustang IV        | 1945                              | 9298 (RCAF)                 | |
|      | Rutan Quickie                          | 1984                              | C-GGLC                      | Entworfen in Kanada, ein Flugzeug für den Eigenbau. |
|      | Sopwith Camel 2.F.1 Ship Camel         | 1918                              | N8156 (RAF)                 | Eine verbesserte, für den Royal Naval Air Service gebaute Version der Sopwith Camal. |
|      | Spectrum Beaver RX550                  | 1986                              | C-IGOW                      | Ein in Kanada entworfen und gebautes Ultraleichtflugzeug. |
|      | Stinson SR Reliant                     | 1933                              | C-FHAW                      | |
|      | Stitts SA-3A Playboy                   | 1955                              | C-FRAD                      | Gebaut in Kanada. |
|      | Supermarine Spitfire L.F. Mk.IX        | 1944                              | NH188 (RAF)                 | |
|      | Supermarine Spitfire Mk.IIB            | 1941                              | P8332 (RAF)                 | |
|      | Supermarine Spitfire Mk.XVIe           | 1945                              | TE 214 (RAF)                | |
|      | Vickers 757 Viscount                   | 1957                              | CF-THI                      | Der erste Turboprop Airliner, betrieben durch Trans-Canada Air Lines, in Kanada. |
|      | Westland Lysander III                  | 1967                              | R9003 (RAF)                 | Nachbau einer durch die National Steel Car Corporation für die RCAF gebauten Maschine. |
|      | Zenair CH-300 Tri-Z                    | 1978                              | C-GOVK                      | Entworfen und gebaut in Kanada. |